# Klinikum Peine

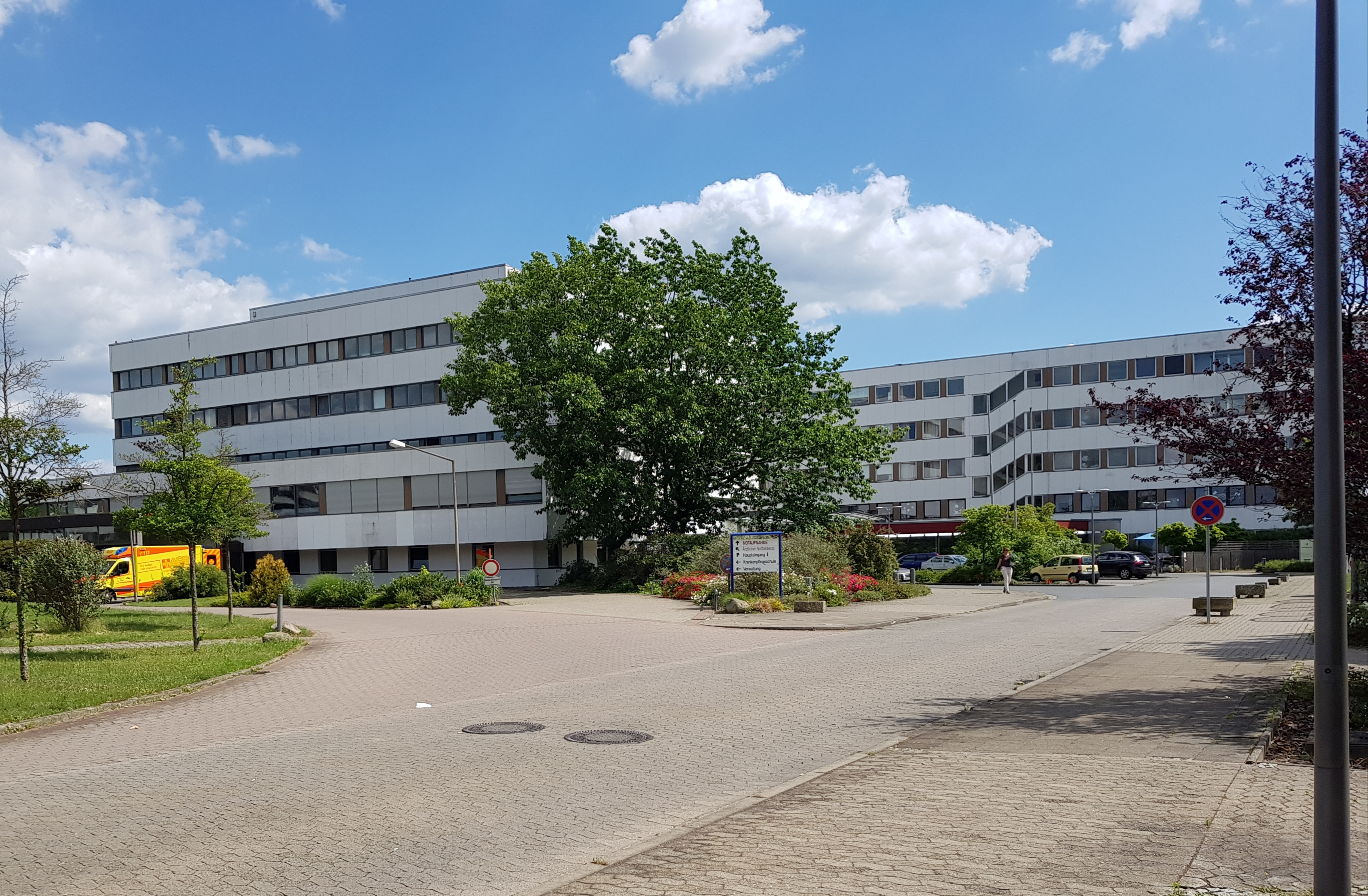
Klinikum Peine

Das Klinikum Peine ist ein kommunales Krankenhaus in Peine.
Das Klinikum hat aktuell 312 Betten und besitzt ein eigenes Helipad. Der Betreiber des Krankenhauses ist der Landkreis Peine, nachdem es zwischen 2003 und 2020 von der AKH-Gruppe aus Celle und zwischen 2020 und 2024 gemeinsam von Stadt und Landkreis Peine betrieben wurde.

## Geschichte

### Gründung in der Sedanstraße
Im Jahr 1887 wurde das Städtische Krankenhaus an der Sedanstraße mit 10 Betten eröffnet. 1917 zog das Krankenhaus in die Sundernstraße um und verfügte bei der Eröffnung über 95 Betten. Nach mehreren Erweiterungen auf 245 Betten in den Jahren 1928 und 1939 ging das Krankenhaus im Jahr 1958 als Kreiskrankenhaus an den Landkreis Peine über.

### Standort Virchowstraße
Da die Gebäude und Einrichtungen veraltet waren, wurde im Jahr 1971 das neue Krankenhaus südlich des Mittellandkanals für 47,7 Millionen D-Mark errichtet. Im Jahr 2003 wurde das Klinikum an das AKH Celle (öff. rechtl. Stiftung / Träger Landkreis Celle) verkauft und war bis 2020 100%ige Tochtergesellschaft der AKH Celle. Der Landkreis Peine hatte im Aufsichtsrat lediglich einen beratenden Sitz.
Beim Neubau hatte das Klinikum Peine 525 Planbetten. Im Jahr 2012 wurde die Anzahl der Planbetten auf 312 reduziert.

### Trägerwechsel ab 2018
Am 17. Oktober 2018 wurde bekanntgegeben, dass das AKH im Jahr 2017 ein Minus von 16,5 Millionen Euro erwirtschaftet habe. Neben einem zweckentfremdeten Baukredit von sechs Millionen Euro, der offenbar in den laufenden Geschäftsbetrieb floss, wurden als Gründe für das finanzielle Desaster nicht mehr belastbare Altforderungen gegenüber Krankenkassen angeführt. Die negativen Auswirkungen auf die Tochter Klinikum Peine waren erheblich. Alle Klinikbereiche standen auf dem Prüfstand. Die Kreispolitik bekannte sich erstmals zum Standort des Klinikums Peine eGmbH und verstärkte diese Haltung in jeder folgenden Kreistagssitzung. Angesichts der Probleme für den Betrieb und die Arbeitsplätze und einer drohenden Insolvenz beschloss der Peiner Kreistag im Dezember 2018 zur Standortsicherung einen Zuschuss von 2 Mio. Euro. Es sollten kurzfristig konkrete Untersuchungen erfolgen, aber bereits im Januar 2019 wurden erstmals vom AKH Celle tiefe Einschnitte für Peine mitgeteilt. Ohne Vorlage von Untersuchungsergebnissen wurde bereits am 20. Februar 2019 bekannt, dass die Fachabteilung für Frauenkunde geschlossen wird. Es hieß lediglich, dass Wirtschaftsprüfer die AKH-Gruppe durch Stellenabbau und bessere Arbeitsabläufe wieder auf Kurs bringen wollten.
Im Frühjahr 2019 wurde die Station Frauenheilkunde geschlossen, infolgedessen werden seither keine Geburten mehr durchgeführt. Dies sorgte für viel Kritik gegenüber der AKH-Gruppe.
Im Juni 2019 wurde erwartet, dass der Peiner Kreistag fast 30 Millionen Euro für die Sanierung des Peiner Klinikums bereitstellt. Dem Kreistag lagen jedoch immer noch keine konkreten Unterlagen vor, einen Blankoscheck wollte man nicht übernehmen. Der Landkreis Celle übernahm angeblich diese Verpflichtung von rund 16 Mio. Euro und beschloss am 27. September auch eine Satzungsänderung und damit den Wegfall des Beiratssitzes des Landkreises Peine. Am selben Tag hatte die Geschäftsführung den Auftrag bekommen, mit Wettbewerbern wie z. B. Helios über einen Verkauf des Klinikums zu verhandeln.
Anfang 2020 konnte eine Rekommunalisierung nicht ausgeschlossen werden. Eine mögliche Rekommunalisierung könne durch die Stadt Braunschweig, den Landkreis Peine und der Region Hannover als Verbandsverbund erfolgen, jedoch zeigten sich nur die Stadt Braunschweig und der Landkreis Peine besonders überzeugt. Am 20. März 2020 meldete das Mutterhaus AKH aus Celle für das Klinikum Peine schließlich Insolvenz an.
Anfang August 2020 stimmten Kreis- und Stadtrat des Landkreises bzw. der Stadt Peine für eine gemeinsame Übernahme des Klinikums. Damit ging das das Krankenhaus zum 1. Oktober 2020 in kommunale Trägerschaft über. Der Landkreis Peine beteiligt sich mit 70 % und die Stadt Peine mit 30 % am Unternehmen.

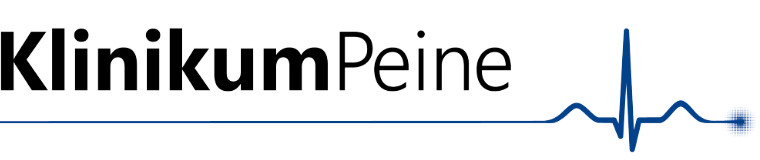
Logo seit der Rekommunalisierung

Im September 2023 gab das Land Niedersachsen bekannt, einen Neubau des Klinikgebäudes mit 217 Millionen Euro aus dem Landeshaushalt zu unterstützen. Ein Neubau ist nötig geworden um eine moderne, zukunftssichere Versorgung zwischen den Großstädten Hannover und Braunschweig zu gewährleisten. Die angestrebte Neubau wird auch von der größten Krankenkasse in Niedersachsen, der AOK, begrüßt. Der Vorstandsvorsitzende der AOK äußerte sich auf Bild.de positiv über den Neubau mit den Worten „Der Neubau eines Krankenhauses am Standort Peine ist eine Investition in die regionale Versorgungssicherheit. Hier werden Strukturentwicklung und Erreichbarkeit unter einen Hut gebracht.“
Um Entscheidungswege bei der Führung des Klinikums zu verschlanken, gaben die Gesellschafter Stadt und Landkreis im Februar des Jahres 2024 bekannt, dass künftig der Landkreis Peine alleiniger Eigentümer des Krankenhauses wird.

### Das Klinikum während der Corona-Pandemie
Im Verlauf der COVID-19-Pandemie im Jahr 2020 musste am 17. März das erste Mal in der Geschichte des Hauses ein Besuchsverbot verhängt werden. Zwei Tage später hatte die Leitung in einem Pressestatement bekanntgegeben, dass ein Covid-19 Patient isoliert im Klinikum Peine behandelt werde. Im April 2020 wurde eine Station als Einheit zur Corona-Isolation mit maximal 24 Betten aufgerüstet und eine weitere Station zur Abklärung von Corona-Verdachtsfällen mit zehn Betten.